# Михайлов Борис Дмитрович
Бори́с Дми́трович Миха́йлов (26 березня 1936, Мелітополь, УРСР — 27 грудня 2008) — перший директор заповідника, з 2008 року Національного історико-археологічного заповідника «Кам'яна Могила». Дослідник цього природного та історичного феномена. Історик, археолог, доктор філософії. Заслужений працівник культури України. Нагороджений орденом «За заслуги III ступеня».

## Біографія
Закінчив школу в Мелітополі, навчався в Харківському державному університеті.
З 1961 року почав займатися археологією. Брав участь, а пізніше організував кілька археологічних експедицій НАН України в Північному Приазов'ї та Донбасі.
У 1970 році — старший науковий співробітник Мелітопольського краєзнавчого музею, в 1971 році — його директор.
У 1986 році виступив ініціатором створення державного історико-археологічного музею-заповідника "Кам'яна Могила, рішення було прийняте Радою Міністрів України та Запорізьким обласним управлінням культури, призначений першим директором новоствореного музею-заповідника.
Більше 40 років присвятив дослідженню Кам'яної Могили. Відкрив 17 нових гротів і печер. Результатом роботи стали наукові публікації в академічних та університетських виданнях України та СНД.
У 1991 отримав звання «Заслужений працівник культури», у 2008 році нагороджений орденом «За заслуги 3-го ступеня».
В 2008 році домігся присвоєння історико-археологічному заповіднику «Кам'яна Могила» статусу Національного. Відповідний Указ Президента був підписаний 10 вересня, враховуючи виняткове наукове значення, культурну цінність комплексу археологічних пам'яток «Кам'яна Могила», а також вагомий вклад зазначеного заповідника у справу збереження його об'єктів.

## Праці
Борис Михайлов — автор понад 80 наукових робіт.
- Михайлов Б. Д. Петрогліфи Кам'яної Могили: Семантика. Хронологія. Інтерпретація: [Монографія] — Запоріжжя, 1994, 1999, К.: МАУП, 2005 — доп. ISBN 9666084872
- (рос.) Михайлов Б. Д. «Каменная Могила — подземный „эрмитаж“ Приазовья». — Запорожье: Дикое Поле, 1998, К.: Такі Справи, 2005 — доп., 2007.
- (рос.) Михайлов Борис. Мелитополь. Природа. Археология. История. — Запорожье: Дикое поле, 2002.
- (рос.) Михайлов Б. Д. Каменная Могила и ее окрестности: Сборник научных статей. — Запорожье: Дикое поле, 2003, 2006 — доп., изм.
- Михайлов Борис. Підземний «Ермітаж» України // ІндоЄвропа. — 2002 (7510). — № 1-4. — С. А-Г.
- Mykhailov Borys D. Underground «Hermitage» of Ukraine // ІндоЄвропа. — 2002 (7510). — № 1-4. — С. А-Г.
- Михайлов Б. Д. «Кам'яна Могила — світова пам'ятка стародавньої культури в Україні: фотоальбом». — К.: Такі Справи, 2003. —  152 с.: іл. ISBN 966-7208-12-5
- (рос.) Михайлов Б. Д. Загадки древнего Герроса: историко-географические этюды. — К.: Такі Справи, 2009.